# Liste der Einträge im National Register of Historic Places im Fulton County (Kentucky)

Lage des Fulton County in Kentucky

Die Liste der Einträge im National Register of Historic Places im Fulton County in Kentucky führt die Bauwerke und historischen Stätten im Fulton County auf, die in das National Register of Historic Places aufgenommen wurden.
| [ 2 ] | Name                                    | Bild                                    | Eintragsdatum        | Lage | Ort                | Beschreibung |
| ----- | --------------------------------------- | --------------------------------------- | -------------------- | --- | ------------------ | ------------ |
| 1     | Adams Site (15FU4)                      |                                         | 1984 ID-Nr. 84001421 | Adresse nicht veröffentlicht                                                                                                   | Hickman            |              |
| 2     | Amburg Mounds Site (15FU15)             |                                         | 1985 ID-Nr. 85003183 | Adresse nicht veröffentlicht                                                                                                   | Hickman            |              |
| 3     | Buchanan Street Historic District       | Buchanan Street Historic District       | 1990 ID-Nr. 90000779 | Abgegrenzt durch Wellington Street, Obion Street, Buchanan Street und Union Street 36° 34′ 13″ N, 89° 11′ 46″ W                | Hickman            |              |
| 4     | Carnegie Library                        | Carnegie Library                        | 1990 ID-Nr. 90000780 | Moscow Avenue zwischen Troy Avenue und 3rd Street 36° 34′ 17″ N, 89° 11′ 9″ W                                                  | Hickman            |              |
| 5     | Carr Historic District                  | Carr Historic District                  | 2001 ID-Nr. 01000451 | Abgegrenzt durch Carr Street, 4th Street, West State Line und West Street 36° 30′ 18″ N, 88° 52′ 52″ W                         | Fulton             |              |
| 6     | Ben F. Carr, Jr. House                  | Ben F. Carr, Jr. House                  | 1979 ID-Nr. 79000987 | 203 2nd Street 36° 30′ 14″ N, 88° 52′ 48″ W                                                                                    | Fulton             |              |
| 7     | Confederate Memorial Gateway in Hickman | Confederate Memorial Gateway in Hickman | 1997 ID-Nr. 97000700 | Hickman City Cemetery, rund 800 m südlich der Kreuzung von KY 125 und KY 199 36° 33′ 30″ N, 89° 10′ 40″ W                      | Hickman            |              |
| 8     | Confederate Memorial in Fulton          | Confederate Memorial in Fulton          | 1997 ID-Nr. 97000699 | Fairview Cemetery, 2 Blocks nördlich der Kreuzung College Street/5th Street 36° 30′ 44″ N, 88° 52′ 51″ W                       | Fulton             |              |
| 9     | Fulton County Courthouse                | Fulton County Courthouse                | 1976 ID-Nr. 76000887 | Off KY 94 36° 34′ 18″ N, 89° 11′ 38″ W                                                                                         | Hickman            |              |
| 10    | Fulton Downtown Historic District       | Fulton Downtown Historic District       | 2003 ID-Nr. 03000710 | Abgegrenzt durch Park of Carr, Commercial Street, LakeStreet, Main Street und WalnutStreet 36° 30′ 12″ N, 88° 52′ 30″ W        | Fulton             |              |
| 11    | Old Hickman Historic District           | Old Hickman Historic District           | 1990 ID-Nr. 90000778 | Abgegrenzt durch Clinton Street, Exchange Street, Obion Street, MoultonStreet und Kentucky Street 36° 34′ 20″ N, 89° 11′ 42″ W | Hickman            |              |
| 12    | Running Slough Site (15FU67)            |                                         | 1985 ID-Nr. 85003062 | Adresse nicht veröffentlicht                                                                                                   | Hickman            |              |
| 13    | Sassafras Ridge (Site 15FU3)            | Sassafras Ridge (Site 15FU3)            | 1984 ID-Nr. 84000285 | Adresse nicht veröffentlicht                                                                                                   | Hickman            |              |
| 14    | Thomas Chapel C.M.E. Church             | Thomas Chapel C.M.E. Church             | 1979 ID-Nr. 79000988 | Moscow Avenue 36° 34′ 17″ N, 89° 11′ 21″ W                                                                                     | Hickman            |              |
| 15    | White Site (15FU24)                     | White Site (15FU24)                     | 1988 ID-Nr. 88000183 | Adresse nicht veröffentlicht                                                                                                   | südlich von Moscow |              |
| 16    | Jesse Whitesell House                   |                                         | 1977 ID-Nr. 77000619 | Westlich von Fulton an der KY 116 36° 30′ 10″ N, 88° 54′ 6″ W                                                                  | Fulton             |              |